# Беретта, Джованни Баттиста
Джованни Баттиста Беретта (итал. Giovanni Battista Beretta; 24 февраля 1819, Верона — 26 апреля 1876, Милан) — итальянский композитор.
В юности изучал право, одновременно занимаясь музыкой под руководством Доменико Форони (композиция и контрапункт) и Карло Педротти (инструментовка). Дебютировал как автор церковной музыки, исполнял обязанности веронского корреспондента «Миланской музыкальной газеты». В 1863 г. выиграл у Теодуло Мабеллини конкурс на должность директора Болонского музыкального лицея и в 1864—1866 гг. руководил им, но не добился авторитета ни у педагогов, ни у музыкальной общественности города, ушёл в отставку и уехал в Милан, где работал над словарём музыкальных терминов, начатым по инициативе Америко Барбери (вышли только первые два тома, до буквы G).
Автор хоровых и вокальных сочинений, в том числе гимна «Пятидесятница» (итал. Pentecoste) на слова Алессандро Мандзони, а также струнного квартета. Перевёл на итальянский и дополнил местным материалом «Справочник композиторов и дирижёров» Франсуа Жозефа Фети (1863).